# محوطه قمیشلی گل
محوطه قمیشلی گل مربوط به عصر آهن است و در شهرستان ماهنشان، بخش مرکزی، دهستان ماهنشان، ۳/۵ کیلومتری جنوب غرب روستای آلمالو واقع شده و این اثر در تاریخ ۱۸ اسفند ۱۳۸۷ با شمارهٔ ثبت ۲۵۳۳۲ به‌عنوان یکی از آثار ملی ایران به ثبت رسیده است.